# Vienna (Maine)

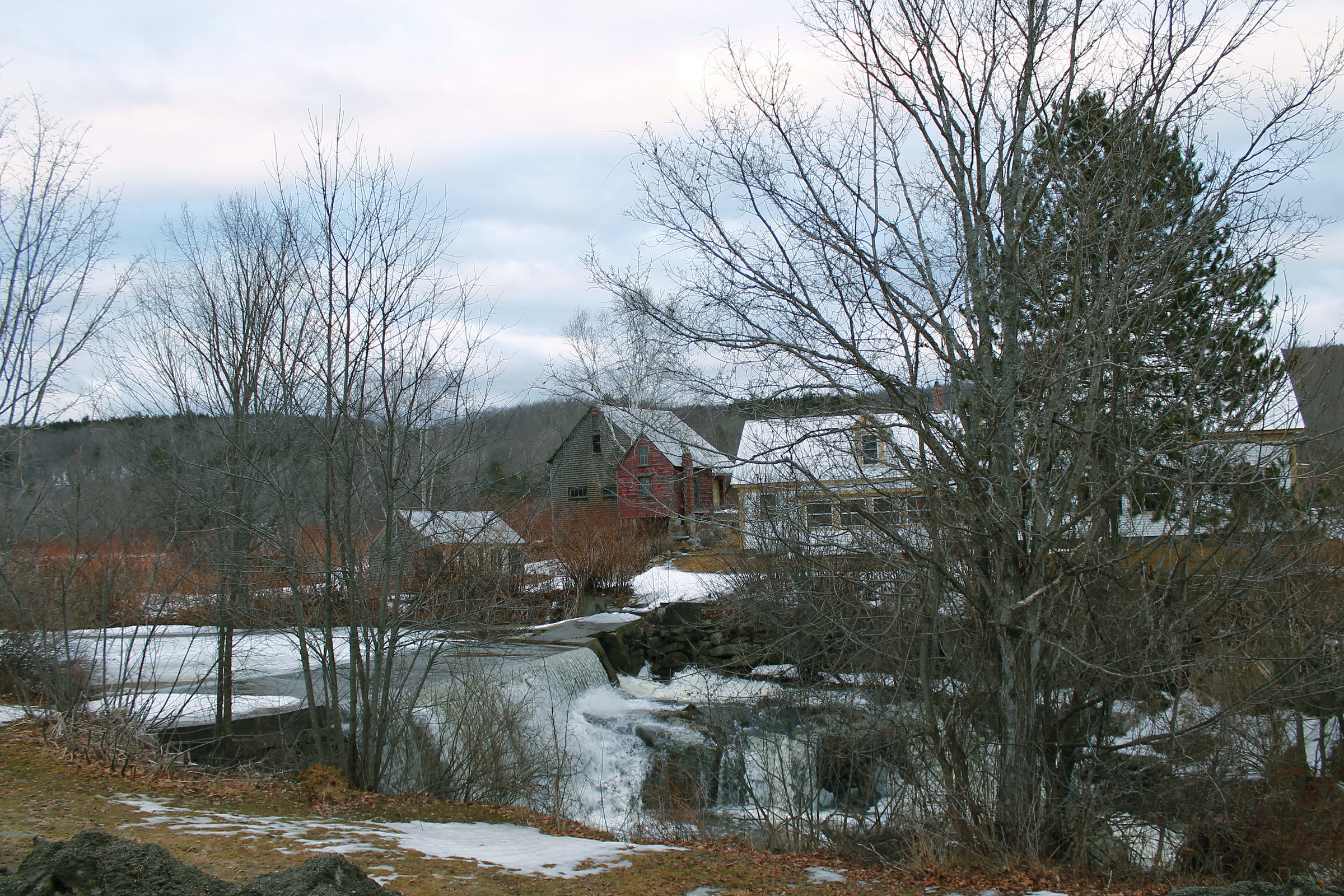
Une ferme et un moulin à Vienna

Pour les articles homonymes, voir Vienna.
La ville de Vienna est située dans le comté de Kennebec, dans l’État du Maine, aux États-Unis. Sa population s’élevait à 570 habitants lors du recensement de 2010, estimée à 578 habitants en 2014.

## Source
- (en) Cet article est partiellement ou en totalité issu de l’article de Wikipédia en anglais intitulé « Vienna, Maine » (voir la liste des auteurs).